# Feltámadás Köve
A Feltámadás Köve a Harry Potter és a Halál ereklyéi (Harry Potter and the Deathly Hallows) című könyvben szerepel, melynek írónője Joanne Kathleen Rowling.
A Feltámadás Köve egyike a Halál ereklyéinek (a másik kettő a Pálcák Ura és a Láthatatlanná Tévő Köpeny). A kő különlegessége, hogy képes visszahozni a holtakat a halálból. Hátránya viszont, hogy a halálból visszahozottak nem élhetnek teljes életet, vagyis élő halottak lesznek.

## Története
A legenda szerint, aki birtokolja a Halál Ereklyéit, az legyőzheti a Halált. Voldemort azonban nem tudott a Halál Ereklyéiről, ezért horcrux-szá változtatta a követ. Dumbledore megpróbálta használni a horcrux-szá változtatott Feltámadás Kövét, de az halálosan megmérgezte.